# Gentle Giant
Gentle Giant byla britská progressive rocková skupina, jedna z nejexperimentálnějších v 70. letech. 
Jejich texty byly inspirovány filosofií, osobními zážitky a dílem Françoise Rabelaise a heslo bylo „Rozšířit hranice současné populární hudby s rizikem, že se stane velmi nepopulární.“

## Historie
Skupinu Gentle Giant založili bratři Derek, Ray a Phil Shulmanovi v roce 1970, po tom co v roce 1969 rozpustili svou soul-popovou skupinu Simon Dupree and the Big Sound. Bratři se spojili s Gary Greenem, Kerry Minnearem a za svého působení od 70. let vydali dvanáct alb, svou činnost ukončili v roce 1980.
Jejich raná alba byla více elektrická a experimentálnější než ta pozdější. Po roce 1974, kdy začali dobývat Ameriku, zjednodušili své písničky (které, v porovnání s ostatními rockovými umělci té doby, byly stále ještě velice složité), aby získali širší publikum. Album Free Hand se dostalo do Top 50 v USA.
V roce 1977, kdy se módní trendy v hudebním průmyslu posunuly k punku a new wave, skupina přešla ke komerčnějšímu zvuku. V roce 1979 se skupina přemístila do USA , kde nahrávala jejich dvanácté album Civilian, po jehož dokončení byla skupina rozpuštěna.

## Obsazení
- Derek Shulman
- Kerry Minnear
- Ray Shulman
- Gary Green
- John Weathers (bici 1972 – 1980)

### Ostatní členové
- Phil Shulman (1970-1972)
- Martin Smith (bici 1970 – 1971)
- Malcolm Mortimore (bici 1971 – 1972)

## Diskografie

### Alba
- Gentle Giant, 1970
- Acquiring the Taste, 1971
- Three Friends, 1972 (#197 US)
- Octopus, 1972 (#170 US)
- In a Glass House, 1973
- The Power and the Glory, 1974 (#78 US)
- Free Hand, 1975 (#48 US)
- Interview, 1976 (#137 US)
- Playing the Fool, 1977 (#89 US)
- The Missing Piece, 1977 (#81 US)
- Giant for a Day, 1978
- Civilian, 1980

### Ostatní vydání

#### Box Sety
- Under Construction, 1997
- Scraping the Barrel, 2004

#### Video
- Giant on the Box, (DVD) 2005
- GG at the GG, (DVD) 2006